# Bitwa pod Der
Bitwa pod Der – starcie zbrojne do którego doszło w roku 720 p.n.e. w okolicach babilońskiego miasta Der. Starły się tu ze sobą armie asyryjskiego króla Sargona II (722-705 p.n.e.) i elamickiego króla Humban-nikasza I.
W VIII w. p.n.e. wykorzystując niestabilną sytuację w Asyrii aktywniejszą politykę przejawiać zaczął Elam, którego król Humban-nikasz I zawiązał sojusz z babilońskim królem Marduk-apla-iddiną II. W roku 720 p.n.e. wywiązując się z obietnic złożonych królowi Babilonu, wojska Elamu ruszyły wzdłuż rzeki Tygrys, chcąc zapbiec uderzeniu Asyryjczyków z północy. W tym samym czasie król asyryjski Sargon II zebrał swoje wojska kierując się na południe. Do starcia obu armii doszło w okolicach miasta Der, leżącego na pograniczu babilońsko-elamickim. Według jednej z kronik babilońskich zwycięstwo w bitwie odnieść miał król Elamu, a jego sojusznik, Marduk-apla-iddina II, przybyć miał ze swą armią na pole bitwy zbyt późno by wziąć w niej udział. Tę samą bitwę opisali w swych inskrypcjach również Sargon II i Marduk-apla-iddina II, przy czym pierwszy z nich pokonać miał w niej Elamitów, a drugi Asyryjczyków. Z uwagi na sprzeczność istniejących źródeł nie jest wiadomo kto tak naprawdę odniósł w niej zwycięstwo.